# Balatonfüred
Balatonfüred je mesto ob Blatnem jezeru na Madžarskem, ki upravno spada v Županijo Veszprém.